# Hannah Montana: Music Jam
Hannah Montana: Music Jam es el segundo de los tres videojuegos basados en el Hannah Montana de televisión. El juego fue lanzado el 7 de noviembre de 2007. El juego te permite crear tus propias canciones, hacer videos musicales, y mostrarla a otros jugadores. Los jugadores son capaces de vincular a otras consolas de Nintendo DS.

## Personajes en el juego
Hannah Montana. Max tenison
Cc
1. Miley Stewart
2. Lily Truscott
3. Oliver Oken
4. Jackson Stewart
5. Robby Ray Stewart
6. Savannah
7. Rico
8. Josie